# Walnut Grove (Geórgia)
Walnut Grove é uma cidade  localizada no estado americano de Geórgia, no Condado de Walton.

## Demografia
Segundo o censo americano de 2000, a sua população era de 1241 habitantes.
Em 2006, foi estimada uma população de 1207, um decréscimo de 34 (-2.7%).

## Geografia
De acordo com o United States Census Bureau tem uma área de 3,9 km², dos quais 3,9 km² cobertos por terra e 0,0 km² cobertos por água.

## Localidades na vizinhança
O diagrama seguinte representa as localidades num raio de 16 km ao redor de Walnut Grove.